# Peter David
Peter Allen David (Fort Meade, Estados Unidos, 23 de septiembre de 1956 - 24 de mayo de 2025) fue un guionista estadounidense famoso por su trabajo como guionista de cómics y novelista. Sus guiones se caracterizan por el tratamiento de los personajes, los temas sociales, las referencias a la cultura pop y la metaficción, frecuentemente con propósito cómico. Entre sus trabajos más importantes están las extensas etapas en The Incredible Hulk y Factor-X, ambos para Marvel Comics y su trabajo en Aquaman, Young Justice y Supergirl para DC Comics. 
David ganó diversos premios por su trabajo como guionista, por ejemplo: Eisner (1992), Wizard (1993), Haxtur (1996), Julie (2007) y GLADD Media (2011).

## Biografía
Peter David era judío, y vivía en Long Island, Nueva York.
A finales de diciembre de 2012 la página web oficial de Peter David anunció que el autor había sufrido un infarto cerebral. Durante los primeros días, David perdió la sensibilidad y el movimiento de la parte derecha de su cuerpo y tuvo problemas para ver correctamente. Con el paso de los días se supo que estaba sometiéndose a terapia de rehabilitación para el brazo y la pierna, en tanto que el ojo parecía ir recuperándose.
Después de una larga lucha contra su enfermedad, muere el 24 de mayo de 2025

## Premios y nominaciones
- 1996 Premio Haxtur como "Mejor Guion" por Para que la oscuridad no nos alcance-Hulk la caída del Panteón" en el Salón Internacional del cómic del Principado de Asturias.

- 1995 Nominado al Premio Haxtur como "Mejor Guion" por Sachs&Violens en el Salón Internacional del Cómic del Principado de Asturias